# Символ тугрика
Символ или знак тугрика (₮) — типографский символ, который входит в группу «Символы валют» (англ. Currency Symbols) стандарта Юникод: оригинальное название — Tugrik sign (англ.); код — U+20AE. Используется, главным образом, для представления национальной валюты Монголии — тугрика.
Характерные символы, выполняющие эти функции: ₮. Кроме того, для краткого представления тугрика используются коды стандарта ISO 4217: MNT и 496.

## Начертание
Символ «₮» представляет собой заглавную букву «T», которая имеет идентичное начертание и в монгольской латинице, и в монгольской кириллице, и перечёркнута посередине двумя параллельными диагональными штрихами. Конкретное начертание зависит от шрифта, использованного для вывода символа.

## Использование
Символ «₮» используется для представления национальной валюты Монголии — тугрика (монг. Төгрөг; рус. Тугрик; англ. Tugrik), а также для обозначения криптовалюты tether.